# Louis Néel Medal
Die Louis Néel Medal ist eine seit 1994 in der Regel jährlich vergebene Auszeichnung für Magnetismus, Paläomagnetismus und Petrophysik. Sie wird seit 2004 von der European Geosciences Union (EGU) vergeben, davor von der European Geophysical Society (EGS). Sie ist nach dem Nobelpreisträger Louis Néel benannt, bekannt für Forschungen auf dem Gebiet des Magnetismus.
Sie wird für herausragende Beiträge zu den Geowissenschaften verliehen, die durch Übertragung experimenteller und theoretischer Methoden der Festkörperphysik entstanden.
Er ist nicht mit der Néel Medal der IUPAP zu verwechseln, die seit 2003 zusammen mit dem IUPAP Magnetism Award vergeben wird (IUPAP Magnetism Award and Néel Medal).

## Preisträger
- 1994 Frank D. Stacey
- 1995 Jean-Paul Poirier
- 1997 Reinhard Boehler
- 1999 David J. Dunlop
- 2002 J. Michael Brown
- 2004 Subir Banerjee
- 2005 David L. Kohlstedt
- 2006 G. David Price
- 2007 Friedrich Heller
- 2008 J. Brian Evans
- 2009 Yves Guéguen
- 2010 Teng-fong Wong
- 2011 Ernest Henry Rutter
- 2012 James R. Rice
- 2013 Mark Zoback
- 2014 Ian Main
- 2015 Toshihiko Shimamoto
- 2016 Philip Meredith
- 2017 Christopher J. Spiers
- 2018 Harry W. Green II
- 2019 Chris Marone
- 2020 Wenlu Zhu
- 2022 David A. Lockner
- 2024 Patrick Baud[2]